# غار (ترانه)
«غار» (به انگلیسی: Cave) تک‌آهنگی از میوز است. این تک‌آهنگ در آلبوم شوبیز (آلبوم) قرار داشت.